# Сохраб Аарабі
Сохраб Аарабі (іноді писали Арабі) (перс. سهراب اعرابی‎ Sohrāb A'rābī; 23 лютого 1990 — 15 червня 2009) — 19-річний іранський продемократичний студент, смерть якого стала символом протестів під час післявиборчих заворушень в Ірані 2009 року.

## Сім'я
Сохраб виховувався в іранській сім'ї середнього класу. Його мати, Парвін Фахімі, після його смерті стала активним членом руху «Матері за мир».

## Арешт та вбивство
Сохраб зник 15 червня під час протестів на президентських виборах 2009 року. Справа привернула значну увагу ЗМІ. Прокурор Саїд Мортазаві пообіцяв, що звільнить Аарабі. Після майже місяця пошуків друзів та родичів виявилося, що Сохраб був убитий "вогнепальним пораненням у серце".
Інші джерела згадували два кульові поранення - одне в голову та одне під серце. Іранська судова влада передала тіло родині жертви.
Точні обставини, в яких загинув Арабі, досі невідомі. За одним сценарієм він помер у в'язниці. Інші стверджують, що він, можливо, був розстріляний на вулиці та пізніше помер у лікарні чи поліцейському таборі. Під час похорону його мати кричала вголос, що його зарізали під серце.

## Похорон та наслідки
Смерть Сохраба Аарабі сколихнула всю країну і вплинула на протести, подібні до вбивства Неди Агха-Солтан. Натовпи скандували образи поліції, коли вони зібралися на похорон.
14 липня колишній прем'єр-міністр Мусаві та його дружина Захра Рахнавард відвідали сім'ю Сохраба і віддали йому шану. Після візиту Мусаві,  Мехді Карубі, голова Партії національної довіри та президентські сподівання на виборах 2009 року, також зустрівся з родиною Сохраба і висловив солідарність.
Смерть Сохраба Аарабі породила страх у кількох десятків родин, які перебувають у таборі поза в'язницею Евін, намагаючись дізнатись про долю близьких людей, які зникли в післявиборах. Речник Міжнародної кампанії з прав людини в Ірані заявив, що може бути "десятки, а то й сотні" зниклих безвісти, як Аарабі. "Це люди, які просто вийшли з поля зору. Немає підтвердження, чи вони у тюрмі, чи мертві".